# Haidomyrmex

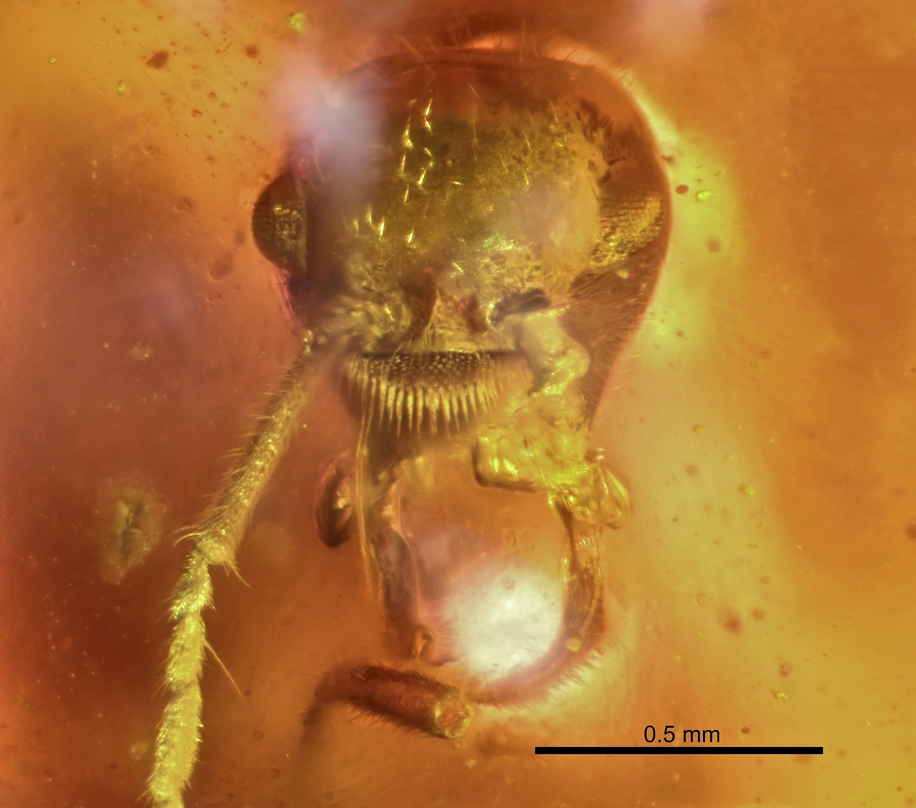
Haidomyrmex cerberus, голова

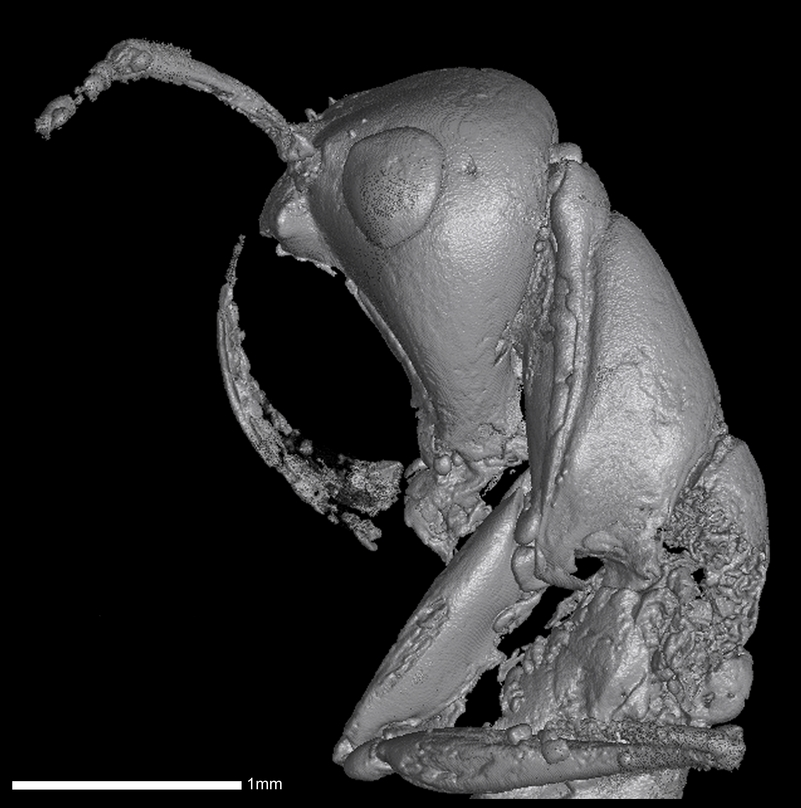
H. scimitarus томографический скан

Haidomyrmex (лат.) — ископаемый род муравьёв из подсемейства Haidomyrmecinae. Обнаружен в бирманском янтаре мелового периода (штат Качин, около Мьичина, север Мьянмы, юго-восточная Азия), возрастом около 100 млн лет.

## Описание
Длина 3—8 мм. Обладали уникальным среди всех муравьёв строением мандибул и клипеуса. Их челюсти были L-образно изогнуты вверх (имели 2 апикальных зубца) и могли двигаться в вертикальной плоскости. На переднем крае наличника располагались два ряда специализированных щетинок. Ноги и усики длинные. Усики состоят из скапуса и 10 члеников жгутика. На ногах средней и задней пары по две голенные шпоры. Род Haidomyrmex был впервые выделен в 1996 году российским мирмекологом Геннадием Михайловичем Длусским (МГУ, Москва) вместе с описанием типового вида. Название рода Haidomyrmex происходит от греческого слова Haidos (Аид — царство мёртвых) и от myrmex (муравей). Видовое название H. cerberus происходит от имени трёхголового пса Цербера (Кербера), который охранял выход из царства мёртвых, что символизирует странный внешний вид этих муравьёв. H. cerberus — типовой вид для рода Haidomyrmex, который выделен вместе с родами Haidomyrmodes и Haidoterminus в подсемейство Haidomyrmecinae, в которое также входит адский муравей-единорог Linguamyrmex vladi.
Длинные усики и ноги говорят о древесном образе жизни этих муравьёв и предполагает, что они могли гнездится в полостях деревьев.
- Haidomyrmex cerberus Dlussky, 1996
- Haidomyrmex davidbowiei Lattke & Melo, 2020[6]
- Haidomyrmex scimitarus Barden & Grimaldi, 2012
- Haidomyrmex zigrasi Barden & Grimaldi, 2012